# Anastazjusz II (prawosławny patriarcha Antiochii)
Anastazjusz II – chalcedoński patriarcha Antiochii w latach 599–609, święty Kościoła katolickiego i Cerkwi prawosławnej.

## Życiorys
Zwalczał symonię w swojej diecezji ze wsparciem papieża Rzymu Grzegorza Wielkiego. Został zamordowany w czasie żydowskiego powstania w Syrii przeciwko cesarzowi bizantyńskiemu Fokasowi, który próbował siłą nawracać na chrześcijaństwo. Anastazjusz II jest z tego powodu uznawany za męczennika. Jego wspomnienie przypada na 21 grudnia.